# Amsinckia marginata
Amsinckia marginata е вид растение от семейство Грапаволистни (Boraginaceae). Видът е критично застрашен от изчезване.

## Разпространение
Разпространен е в Еквадор.